# Abigail

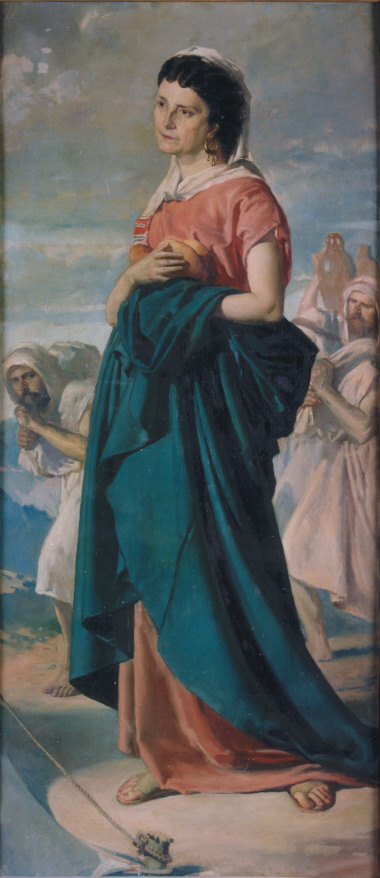
Abigaíl von Antonio Cortina Farinós (19. Jh.)

Abigail ist ein weiblicher Vorname hebräischen Ursprungs.

## Herkunft und Bedeutung
Im Tanach, der hebräischen Bibel, kommt der Name אֲבִיגַיִל, (’ǎvigajil, Abigajil) für zwei Frauen vor: eine Tochter des Isai (1 Chr 2,16–17 ) und Schwester Davids sowie die Frau Nabals aus Maon südlich von Hebron, die später eine der Frauen Davids wird (1 Sam 25 ). In der jüdischen Tradition gilt die Frau Nabals als Prophetin. 1981 wurde nahe der historischen Stätte südlich von Hebron die Siedlung Maon gegründet und 2001 daneben die Siedlung Abigail.
Darüber hinaus existiert die Variante אֲבִיגַל  (’ǎvigal, Abigal) als Name der Tochter des Nachas und Mutter von Amasa (2 Sam 17,25 ).
Der Name ist zusammengesetzt aus אָב ’āv „Vater“ und der Wurzel גיל gjl „jubeln, frohlocken“. Abigail kann also übersetzt werden als „mein Vater jauchzt“ oder „mein Vater ist Freude“. Gedeutet wird er aber bisweilen auch als „Haupt des Reigens“ und „Vortänzerin“.

## Verbreitung
In Deutschland kommt der Name seit dem 16. Jahrhundert vor, allerdings nur vereinzelt. In den USA und in Australien dagegen ist der Name sehr beliebt. Beispielsweise war er in Australien im Jahr 2004 auf Platz 3 der am häufigsten vergebenen weiblichen Vornamen, 2005 in den USA auf Platz 4.

## Varianten
- englisch: Abagail, Abigayle, Abbie, Abby, Abbey, Gail, Gale, Gayl, Gayla, Gayle
- griechisch: Αβιγαία (Abigaia)
- hebräisch: אֲבִיגַיִל, (Abigajil), אֲבִיגַל (Abigal)
- niederländisch: Abigaïl
- spanisch: Abigaíl
- ungarisch: Abigél

## Namenstage
Namenstag ist der 8. Juli.

## Namensträgerinnen
- Abigail Adams (1744–1818), britisch-US-amerikanische Gattin des zweiten US-Präsidenten John Adams
- Abby Aldrich Rockefeller (1874–1948), US-amerikanische Mäzenin und Mitbegründerin des Museum of Modern Art
- Abby Bishop (* 1988), australische Basketballspielerin
- Abigail Breslin (* 1996), US-amerikanische Schauspielerin und Musikerin
- Abigail Byrne (* 1992), englische Fußballschiedsrichterin
- Abbie Cobb (* 1985), US-amerikanische Schauspielerin und Autorin
- Abbie Conant (* 1955), US-amerikanische Posaunistin, Professorin und Performerin
- Abbie Cornish (* 1982), australische Schauspielerin
- Abigail Cowen (* 1998), US-amerikanische Schauspielerin
- Abigail Cruttenden (* 1968), britische Schauspielerin
- Abby Dahlkemper (* 1993), US-amerikanische Fußballspielerin
- Abby Dalton (* 1935), US-amerikanische Schauspielerin
- Abigail Disney (* 1960), US-amerikanische Dokumentarfilmerin, Philanthropin und Sozialaktivistin
- Abbie Eaton (* 1992), britische Rennfahrerin
- Abby Elliott (* 1987), US-amerikanische Schauspielerin
- Abby Erceg (* 1989), neuseeländische Fußballspielerin
- Abigail Folger (1943–1969), US-amerikanische Erbin eines Kaffeekonzerns, Opfer eines Mordanschlags
- Abigail Forbes (* 2001), US-amerikanische Tennisspielerin
- Abigail Franks (* 1696; † 1756), jüdische Kolonistin in Britisch-Nordamerika
- Abigail Guthrie (* 1990), neuseeländische Tennisspielerin
- Abigail Hawk (* 1982), US-amerikanische Schauspielerin
- Abigail Hensel (* 1990), US-amerikanischer siamesischer Zwilling
- Abigail Kwarteng (* 1997), ghanaische Hochspringerin
- Abigail Lawrie (* 1997), schottische Schauspielerin
- Abigail Mac (* 1988), US-amerikanisches Fotomodel und Pornodarstellerin
- Abby Martin (* 1984), US-amerikanische Journalistin und politische Aktivistin
- Abigail Mason (* 1989), US-amerikanische Theater- und Filmschauspielerin sowie Musicaldarstellerin
- Abbie McManus (* 1993), englische Fußballspielerin
- Abigail Morrison (* 1976), britische Physikerin und Neurowissenschaftlerin
- Abigail Padgett (* 1942), US-amerikanische Autorin
- Abigail Pniowsky (* 2008), kanadische Schauspielerin
- Abby Ringquist (* 1989), US-amerikanische Skispringerin
- Abigail Robinson (* 1998), britische Parakletterin
- Abby Ryder Fortson (* 2008), US-amerikanische Schauspielerin
- Abigail Savage (* 1984), US-amerikanische Schauspielerin und Sounddesignerin
- Abigail Spears (* 1981), US-amerikanische Tennisspielerin
- Abigail Spencer (* 1981), US-amerikanische Schauspielerin
- Abby Stein (* 1991), US-amerikanische Transgender-Aktivistin
- Abigail Strate (* 2001), kanadische Skispringerin
- Abby Sunderland (* 1993), US-amerikanische Seglerin
- Abigail Thaw (* 1965), britische Schauspielerin
- Abigail Thorn (* 1993), britische Schauspielerin und Webvideoproduzentin
- Abby Wambach (* 1980), US-amerikanische Fußballspielerin
- Abigail Williams (* 1680, † etwa 1699), amerikanische Frau, spielte eine Rolle bei den Hexenprozessen in Salem
- Abbie Wood (* 1999), britische Schwimmerin
- Abigail (Sängerin) (Abigail Zsiga; * 19??), britische Sängerin